# Othmar Kallina
Othmar Kallina (10. září 1889 Hustopeče – 12. května 1945 Praha) byl československý politik německé národnosti a meziválečný poslanec Národního shromáždění za Německou nacionální stranu.

## Biografie
Vychodil reálnou školu v rodných Hustopečích a zemskou vyšší reálnou školu v Brně. Pak absolvoval Vysokou školu technickou v Brně a získal titul diplomovaného inženýra. Od roku 1910 pracoval v různých stavebních firmách. V letech 1914–1916 byl stavebním komisařem.
Byl členem studentského německého burschenschaftu Arminia v Brně a Constantia v Praze, předsedou brněnského německého studentského spolku a předsedou brněnské skupiny Svazu Němců severní Moravy. Za první světové války bojoval v rakousko-uherské armádě. V roce 1919 se stal ředitelem vodárny v Karlových Varech. Podle údajů k roku 1929 byl povoláním úředně autorizovaný civilní inženýr a ředitel vodárny v Karlových Varech.
V parlamentních volbách v roce 1920 získal poslanecké křeslo v Národním shromáždění za Německou nacionální stranu. Mandát obhájil v parlamentních volbách v roce 1925 i parlamentních volbách v roce 1929.
Patřil mezi nejužší vedení Německé nacionální strany na Moravě. V roce 1932 vyzval k ustavení Sudetoněmeckého nouzového parlamentu, kde měly politické strany a zástupci jednotlivých společenských vrstev německé menšiny řešit ekonomickou situaci. Apel zůstal bez odezvy. Po zrušení Německé nacionální strany přešel koncem roku 1933 do nově zřízeného poslaneckého klubu Klub deutsch-völkischer Abgeordneten. Téhož roku se podílel na přípravě jednoho z prvních veřejných prohlášení Konrada Henleina ohledně vznikající nové německé politické strany (pozdější Sudetoněmecká strana).
V roce 1938 se stal členem NSDAP. Od roku 1940 působil jako ředitel odbočky říšského zbrojního ministerstva v Praze. Zemřel v květnu 1945, když v Praze spáchal sebevraždu z obavy před zatčením.
Jeho dědečkem byl právník a politik Josef Demel, který během revolučního roku 1848 zasedal coby poslanec Říšského sněmu.